# Uxpanapa
Uxpanapa är en kommun i Mexiko.   Den ligger i delstaten Veracruz, i den sydöstra delen av landet, 600 km öster om huvudstaden Mexico City. Antalet invånare är 24 906. Arean är 2 600 kvadratkilometer.
Terrängen i Uxpanapa är varierad.
Följande samhällen finns i Uxpanapa:
- Poblado 10
- Poblado Cinco
- Plan de Arroyo
- Jorge L. Tamayo
- Paso del Moral
- Carolino Anaya Uno
- Chuniapan de Arriba
- Saturnino Cedillo
- Colonia del Valle
- General Emiliano Zapata
- Fernando López Arias
- Agustín Melgar
- Benito Juárez
- Benito Juárez Segundo
- Los Amarillos
- Narciso Mendoza
- Belisario Domínguez
- Nuevo Acapulco
- Las Joyas
- Hidalgo Amajac
- El Arenal
- El Progreso
- La Fortaleza
- General de División Cándido Aguilar
- General Valerio Trujano
- Francisco I. Madero
- Benito Juárez Primero
- El Carmen
- La Nueva Vida
- Benito Juárez V
- Adolfo Ruiz Cortines
- Buena Vista
- Emiliano Zapata
- Miguel Alemán
- El Rincón
- Jorge L. Tamayo
- Antonio Rodríguez Martín
- Loma de Oro
- Lázaro Cárdenas
- Nuevo Córdoba
- Progreso Chapultepec
- El Sabino
- Francisco Villa Dos